# 김종구 (1894년)
김종구(金鍾球, 일본식 이름: 金川治德가나가와 하루노리, 1894년 2월 8일 ~ ?)는 일제강점기의 경찰로, 본적은 평안남도 양덕군 온천면 평암리이다.

## 생애
1914년 9월 10일 조선총독부 순사보로 임명되었으며 1919년 8월 20일 조선총독부 순사로 임명되었다. 1922년 5월 24일 조선총독부 경부보로 임명되었고 평안남도 용강경찰서(1924년 ~ 1926년), 평안남도 평양경찰서(1927년 ~ 1928년), 평안남도 강동경찰서(1929년)에서 경부보로 근무했다.
1930년 10월 15일 조선총독부 경부로 임명되었고 평안남도 대동경찰서 (1931년 ~ 1932년), 평안남도 경찰부 경무과 겸 위생과(겸임, 1933년 ~ 1934년), 평안남도 안주경찰서 (1935년 ~ 1937년), 평안남도 진남포경찰서 (1938년 ~ 1941년)에서 경부로 근무했다. 1944년 2월 17일 평안남도 경부로 임명되었으며 1945년 7월 25일부터 7월 26일까지 조선총독부 평안남도 경시로 근무했다.
평안남도 경부로 재직 중이던 1931년에 일어난 만주사변 때 군대 및 군수품 수송을 위한 철도 경비 업무를 담당하는 한편 군용 자동차와 군수품을 징발하는 등 일본군의 작전 수행에 적극 협력한 공로를 인정받아 위로(慰勞)에 상신되었다.1935년 10월 시정25주년기념표창을 받았고 1937년에 일어난 중일 전쟁 때 군사 수송을 위한 철도 경비 업무를 담당했고 방공을 위한 등화관제 훈련을 직접 지도했다. 또한 시국 범죄 방지 차원에서 민간인에 대한 검거, 단속 업무를 수행했으며 강연회와 좌담회 강사로 직접 참여하여 일본의 침략 전쟁 선전에 적극 협력했다. 1939년 9월 23일 중일 전쟁에 적극 협력한 공로를 인정받아 일본 정부로부터 훈8등 서보장을 받았고 1940년 공로(功勞)에 상신되었다.
민족문제연구소의 친일인명사전 수록자 명단의 경찰 부문, 친일반민족행위진상규명위원회가 발표한 친일반민족행위 705인 명단에 포함되었다.
1942년 평안남도 평양 선교경찰서 경부로 옮겨 근무했다. 1944년2월 고등관7등에 올랐다. 1945년 7월 평안남도 도경시로 승진하면서 퇴직했다.
해방 후, 1951년 5월 경감으로서 경기도 포천경찰서장에, 1952년 8월 총경으로서 경기도 양주경찰서장에 임명되었다. 1953년 8월 경기도 안성경찰서로 옮겨 서장으로 근무하다 한달 후인 9월에 퇴직했다.

## 참고자료
- 친일반민족행위진상규명위원회 (2009). 〈김종구〉. 《친일반민족행위진상규명 보고서 Ⅳ-4》. 서울. 186~191쪽.
- 친일인명사전편찬위원회 (2009). 《친일인명사전》. 597쪽.